# Schönberg, Nordwestmecklenburg
Schönberg (phát âm tiếng Đức: [ˈʃøːnbɛʁk]) là một đô thị tại huyện Nordwestmecklenburg, bang Mecklenburg-Vorpommern, miền bắc nước Đức.